# Jorge Larrionda
Jorge Luis Larrionda Pietrafesa (født 9. marts 1968 i Montevideo) er en uruguayansk fodbolddommer, som blandt andet har dømt Copa América, OL, VM-kvalificering, U-20 VM og U-17 VM. Han var én af dommerne ved VM i fodbold 2006. Dette var hans første VM på A-landsholdsniveau. Under VM i fodbold 2006 dømte han fire kampe. Ved gruppespilskampen mellem Italien og USA uddelte han i alt tre røde kort, og ved den ene semifinale mellem Portugal og Frankrig dømte han et straffespark, som Zinedine Zidane scorede på.
Igen ved VM i fodbold 2010 var han dommer, og han dømte blandt andet kampen mellem Australien og Serbien, som Australien vandt 2-1. Han dømte også ottendedelsfinalen mellem England og Tyskland, dog ikke uden at gøre sig uheldigt bemærket, idet han ikke dømte mål til England, da et skud fra Frank Lampard ramte overliggeren i det tyske mål og passerede mållinjen.

## Kampe ved VM som hoveddommer

### 2010
- Elfenbenskysten –  Portugal (gruppespil)
- Cameroun –  Danmark (gruppespil)
- Australien –  Serbien (gruppespil)
- Tyskland –  England (ottendedelsfinale)

### 2006
- Angola –  Portugal (gruppespil)
- Italien –  USA (gruppespil)
- Togo –  Frankrig (gruppespil)
- Portugal –  Frankrig (semifinale)